# オブスキュラ
オブスキュラ (Obscura)は、ドイツ・ミュンヘン出身のテクニカルデスメタル・バンド。
プログレッシヴロックやフュージョンから影響を受けている。また、フレットレスベースを使用しているという特徴がある。

## 略歴

### 結成～Retribution
オブスキュラは、ドイツ南部の都市ミュンヘンで、ボーカリスト兼ギタリストのシュテフェン・クンメラーによって結成。バンド名は、カナダのテクニカルデスメタルバンド・Gorgutsのアルバム『Obscura』から採られた。初期のメンバーは、シュテフェン・クンメラー (Vo, G)、アーミン・ザイツ (G)、ケッツァー (B, Vo)、ヨナス・バウムガートル (Ds, Cello)の4名。2003年にデモ『Illegimitation』をリリース。
2004年にアーミン・ザイツとケッツァーが脱退。同年にエルンスト・ヴーダック (G)、ユルゲン・ズィンツ (G)、アンドレアス・ヌスコ (B)が加入。5人体制となる。しかし、この体制は長続きせず、エルンスト・ヴーダック、ユルゲン・ズィンツ、アンドレアス・ヌスコの3名とも翌2005年には脱退した。同年に、マルクス・レンプシュ (G)とヨナス・フィッシャー (B)が加入。2006年に1stアルバム『Retribution』を自主制作し、ヴォッツ・レコードの名前の下でリリース。更に、サフォケイションとのヨーロッパツアーも経験した。ヨーロッパツアーは、東ヨーロッパから南ヨーロッパまでに及び、2007年まで続いた。同年にシュテフェン・クンメラーを除くメンバー3人が脱退。ハネス・グロスマン (Ds)とヨルン・パウル・テセリン (Fretless B)、ヨハネス・レニヒ (G)が加入。ヨハネス・レニヒは2007年中に脱退し、2008年になって元ネクロファジストのクリスティアン・ミュンツナー (G)が加入した。

### Cosmogenesis

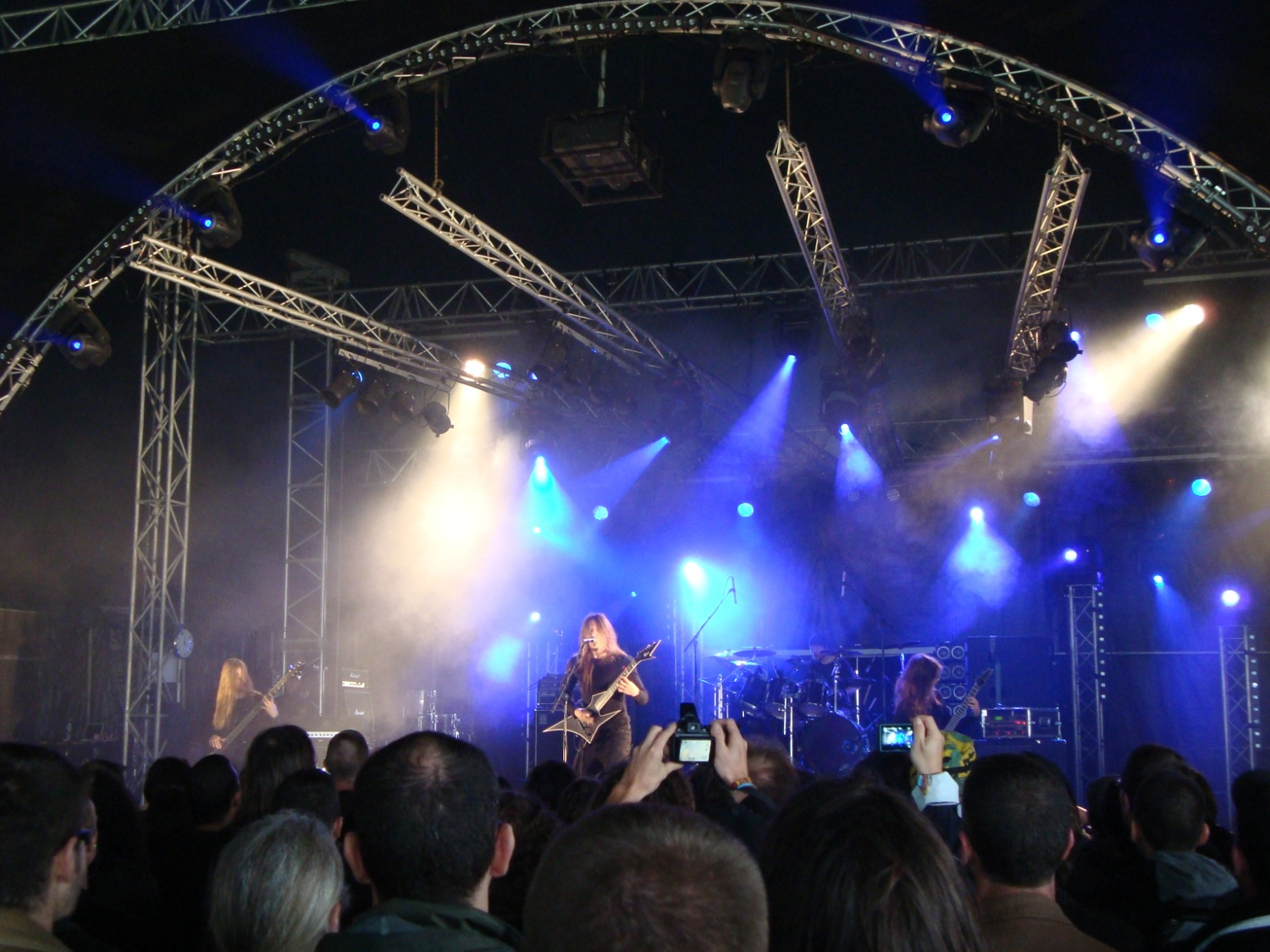
フランス・クリソン公演 (2010年6月)

2008年にプロモーション音源をリリース。2008年9月、アメリカのヘヴィメタルレーベル・リラプス・レコードと契約。2009年初めに2ndアルバム『Cosmogenesis』をリリース。同アルバムは、日本盤もリリースされ、日本デビューを飾った。このアルバムリリースに伴う「Cosmogenesis Worldtour」を敢行。このツアー中には、北米でのツアーも行われ、カンニバル・コープスと同じステージにも立っている。このツアーもあって、2ndアルバムリリース後の1年で世界中で160本以上のライブを行う。この中には、ヘッドライナーとなったツアーのほかに、エイシストやザ・ブラック・ダリア・マーダー、カンニバル・コープスといったバンドのサポートとしてのものも含まれる。2010年には、ナイル、トリプティコンと共に、EXTREME THE DOJO Vol.25に出演。初来日を果たしている。また、同年2月には、自主制作盤だった1stアルバム『Retribution』をリマスター、ボーナス・トラックを追加して新ジャケットでリラプス・レコードからリリースした。更に、『Cosmogenesis』のリードギターとリズムギターのタブラチュアを掲載した本を公式にリリースしている。この本では、実に145ページにわたってタブラチュアが記載されており、各曲に注釈がつけられ、それぞれの楽曲についてバンドからの紹介が掲載された。更には、『Cosmogenesis』のリズムギターとソロの楽器単体の音源ファイルもデジタル形式で手に入れることが可能となっていた。

### Omnivium

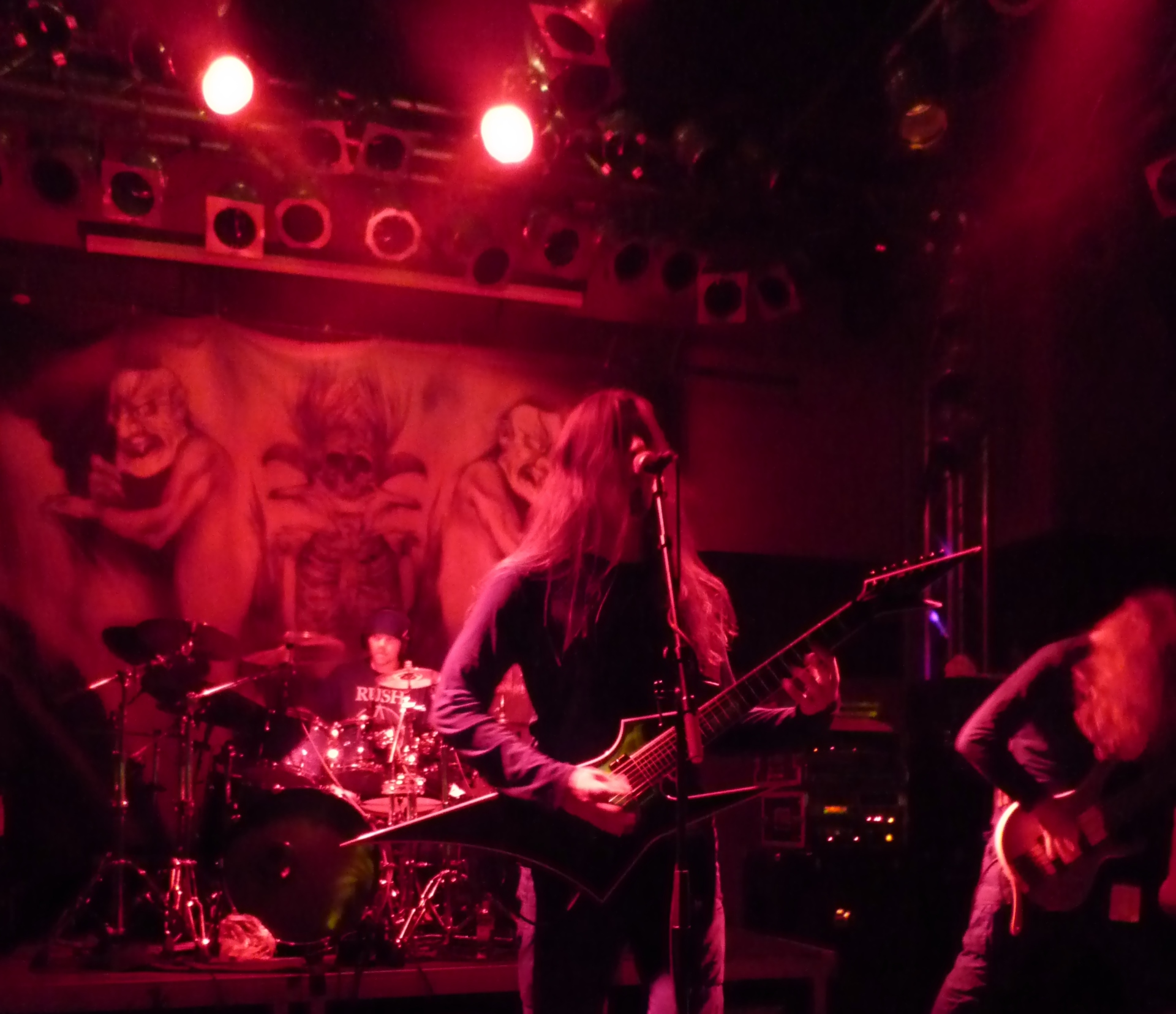
ドイツ・エッセン公演 (2011年5月)

2011年3月に3rdアルバム『Omnivium』をリリース。このアルバムは、アメリカやドイツのチャートで良好な結果を得た。同年中にベーシストのヨルン・パウル・テセリンが脱退。リーヌス・クラウゼニツァー (Fretless B)が加入。リーヌス・クラウゼニツァーの加入は正式には2011年9月からである。『Omnivium』リリースに伴うツアー「Omnivium Worldtour」を地元であるランツフートから開始。ドイツでのツアーののち、ヨーロッパツアーも敢行。ヘイト・エターナルやビニース・ザ・マサカー、Defiledらとのツアーとなった。更に6月から7月には、チルドレン・オブ・ボドムとデヴィン・タウンゼンドのサポートで北米でもツアーを行う。8月には、ヘッドライナーとして東南アジアを中心にツアーを行う。この時は、タイ王国、インドネシア、シンガポール、アラブ首長国連邦といった国でステージに立っている。同年末には、北アメリカツアーをヘッドライナーとして敢行。翌2012年4月には、スポーン・オブ・ポゼッション、ゴーロッド、イグジヴィオスらとヨーロッパツアーを敢行。6月には、再来日を果たしビニース・ザ・マサカーと日本ツアーを行った。

### Illegimitation
2011年末からオブスキュラは、1stデモ『Illegimitation』と『Cosmogenesis』のデモトラック、更にカヴァー3曲（デス、エイシスト、シニック）をまとめたコンピレーションアルバムをリリースするために、ファンに募金を募った。募金額は60日間で、計14600ドルに上り、目標の約4.9倍もの金額となった。このコンピレーションアルバムをリリースするのに十分な金額であった。2012年3月にこのコンピレーションアルバムは自主リリースの形でリリースされた。同年は、バンド結成10周年に当たり、それに伴う記念ツアーも行った。
2014年7月、ギタリストのクリスティアン・ミュンツナーとドラマーのハネス・グロスマンが脱退した。脱退発表時点で後任は決まっておらず、オーディションが行われた。9月になって、新ドラマーとしてゼバスティアン・ランサー (Ds)の加入が、新ギタリストとしてトム・ゲルトシュレーガーの加入が発表された。脱退した、クリスティアン・ミュンツナーとハネス・グロスマンは、ベーシストのリーヌス・クラウゼニツァーらと共に、新たにプログレッシヴデスメタルバンド、アルカロイド (Alkaloid)を結成している。

### Akroasis / Diluvium
2015年2月より、4thアルバムのレコーディングに入る。11月に新しいギタリストとしてラファエル・トルヒーヨの加入が発表された。また同時に、同年7月初めにトム・ゲルトシュレーガーが脱退していたことも発表された。トルヒーヨは、ケルンのMünchner Gitarreninstitutの出身で、オランダ・アムステルダム音楽院でジャズを専攻していた。
2016年、4th『Akroasis』をリリース。2018年、5thアルバム『Diluvium』をリリース。2019年に長らく所属したリラプス・レコードを離れ、地元・ドイツのニュークリア・ブラストと契約したことが発表された。
2020年4月、クンメラーを除くメンバー3人の脱退が発表された。脱退の原因は、音楽性の相違によるもの。脱退した3名は、新たにオブシディアス (Obsidious)というバンドを結成し、そちらで活動することも併せて発表された。更にこの発表の中で、クンメラーは、新たなメンバーと共に夏に6枚目のアルバムレコーディングに入ることも併せて発表している。3名の脱退発表から1週間後に、元メンバーのヨルン・パウル・テセリン (Fletless B)が再加入することが発表された。更に5月中旬に、コグナイザンスやアモン＝ディンで活動するダーヴィト・ディーポルト (Ds)が加入、5月末に元メンバーのクリスティアン・ミュンツナー (G)の再加入が発表され、ラインナップが整った。
2023年に初のライブ・アルバム『A Celebration I』をリリースした。なお、本アルバムには2022年から2023年に行われた『A Valediction』リリースに伴う北アメリカツアーのライヴを収録している。なおベーシストのテセリンは参加しておらず、アメリカ人ベーシストのアレックス・ウェバーがセッション参加している。
2024年8月、音楽性の違いからミュンツナーが再度脱退した。その後、正式な脱退アナウンスはなかったものの、クンメラー以外のメンバーが総入れ替えとなり、ケヴィン・オラズ (G)、ロビン・ズィールホルスト (B)、ジェームズ・スチュワート (Ds)が加入した。また、2025年に7thアルバム『A Sonication』をリリース予定であることも発表された。

## メンバー
※2024年11月時点 

### 現ラインナップ
- シュテフェン・クンメラー (Steffen Kummerer) - ボーカル、ギター (2002-)
バンド結成当初からのメンバー。Thulcandraなどでも活動。
- ケヴィン・オラズ (Kevin Olasz) - ギター (2024-)
デッドボーンなどでも活動。
- ロビン・ズィールホルスト (Robin Zielhorst) - ベース (2024-)
シニック、クラウン・コンパスなどでも活動。
- ジェームズ・スチュワート (James Stewart) - ドラムス (2024-)
イギリス出身。ディキャピテイテッド、ブラッドショット・ドーン、バーザーカー・リージョン、ディストラスター、ヴェイダーなどでも活動。

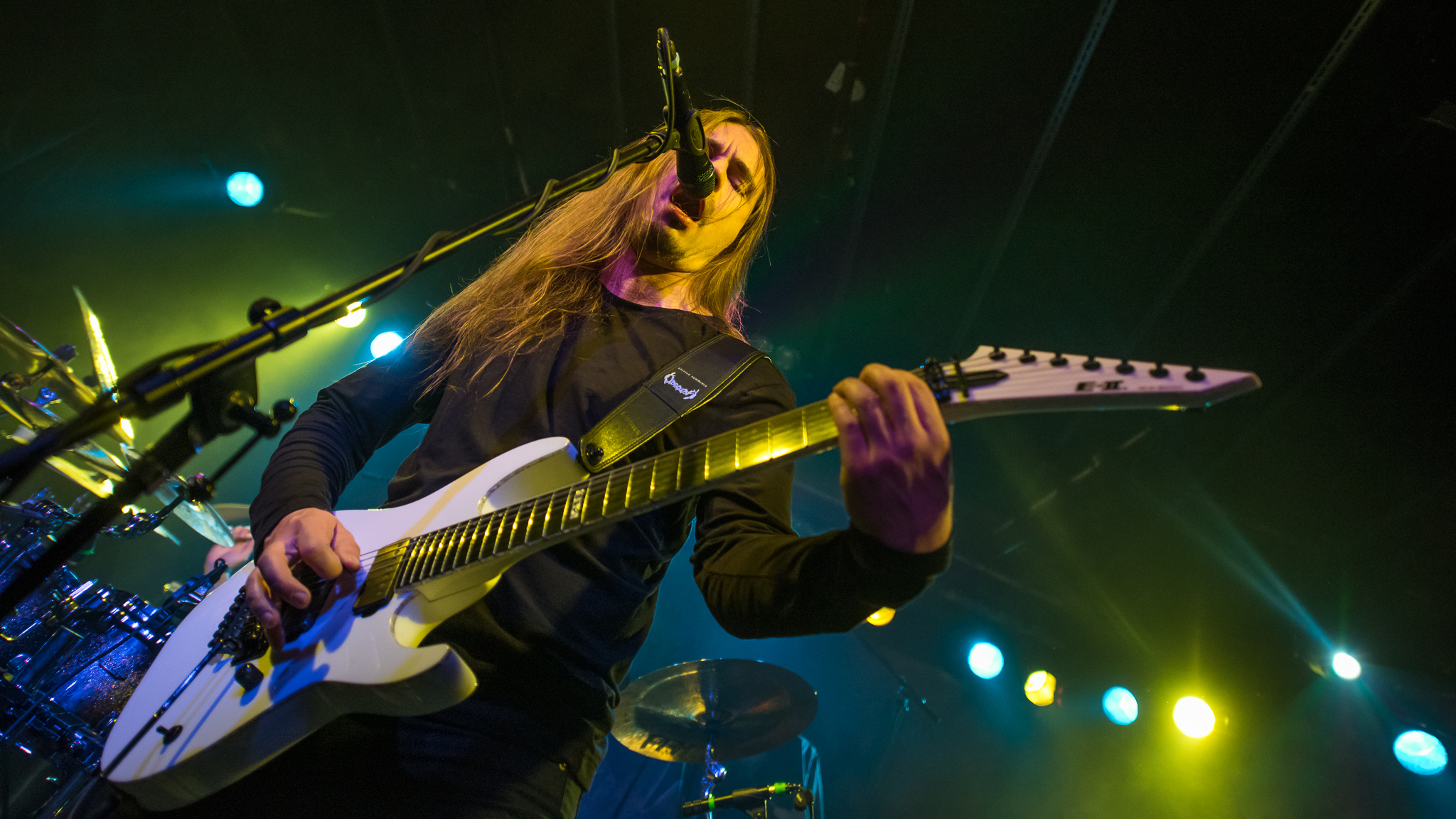
シュテフェン・クンメラー(Vo/G) 2018年

### 旧メンバー
- アーミン・ザイツ (Armin Seitz) - ギター (2002-2004)
- エルンスト・ヴーダック (Ernst Wurdak) - ギター (2004-2005)
- ユルゲン・ズィンツ (Jürgen Zintz) - ギター (2004-2005)
- マルクス・レンプシュ (Markus Lempsch) - ギター、ボーカル (2005-2007)
- ヨハネス・レニヒ (Johannes Rennig) - ギター (2007)
- クリスティアン・ミュンツナー (Christian Muenzner) - ギター (2008-2014, 2020-2024)
ネクロファジスト、スポーン・オブ・ポゼッション、エターニティーズ・エンド、またソロ名義で活動経歴がある。また、2014年にオブスキュラを脱退した後は、同時に脱退したドラマーのハネス・グロスマンと共に新しいバンド、アルカロイドを結成した[8]。2020年にラファエル・トルヒーヨの後任として復帰した[16]。
2011年には初のソロアルバム『Timewarp』を、2014年には2ndソロアルバム『Beyond the Wall of Sleep』をリリースした。
- トム・ゲルトシュレーガー (Tom Geldschläger) - リードギター (2014-2015)
フレットレスギターも使用。
2013年にはソロミュージシャンFountainhead[19]として初のEP『Fear Is The Enemy』をリリースした。
- ラファエル・トルヒーヨ (Rafael Trujillo) - リードギター (2015-2020)
オーストリア出身。脱退後、オブシディアス、ドスで活動。
- マルティン・ケッツァー (Martin Ketzer) -  ベース、ボーカル (2002-2004)
- アンドレアス・ヌスコ (Andreas Nusko) - ベース (2004-2005)
- ヨナス・フィッシャー (Jonas Fischer) - ベース (2005-2007)
- ヨルン・パウル・テセリン (Jeroen Paul Thesseling) - フレットレスベース (2007-2011, 2020-2024)
オランダ出身。ペスティレンス、マヤンでも活動。2020年に、以前自身の後任としてオブスキュラに加入していたリーヌス・クラウゼニツァーの後任として復帰した[14]。
- リーヌス・クラウゼニツァー (Linus Klausenitzer) - フレットレスベース (2011-2020)
2011年のヨーロッパツアー、アメリカツアーに参加。その後、正式に加入した。脱退後、オブシディアスで活動。
この他にもアルカロイド、ノーンチャイルドなどで活動。ハネス・グロスマンのソロアルバムにも参加している。
- ヨナス・バウムガートル (Jonas Baumgartl) - ドラムス、チェロ (2002-2007)
- ハネス・グロスマン (Hannes Grossmann) - ドラムス (2007-2014)
オブスキュラ脱退後は同時に脱退したギタリスト、クリスティアン・ミュンツナーと共に新しいバンド、アルカロイドを結成した[8]。
この他にも、ネクロファジスト、エターニティーズ・エンド、ヘイト・エターナル、ハウリング・サイカモア、シェイプシフト、ザ・フラクチャード・ディメンジョン、トリプティコン、ブロテッド・サイエンス[20]などでも活動。
- ゼバスティアン・ランサー (Sebastian Lanser) - ドラムス (2014-2020)
オーストリア出身。エデンブリッジなどでも活動。ソニックのヴァッケン・オープン・エア公演でライヴセッションを務めたこともある。脱退後、オブシディアスで活動。
- ダーヴィト・ディーポルト (David Diepold) - ドラムス (2020-2024)
オーストリア出身。コグナイザンスやアモン＝ディンでも活動。ビナイテッドやヘイトなどにセッション参加した経験がある。

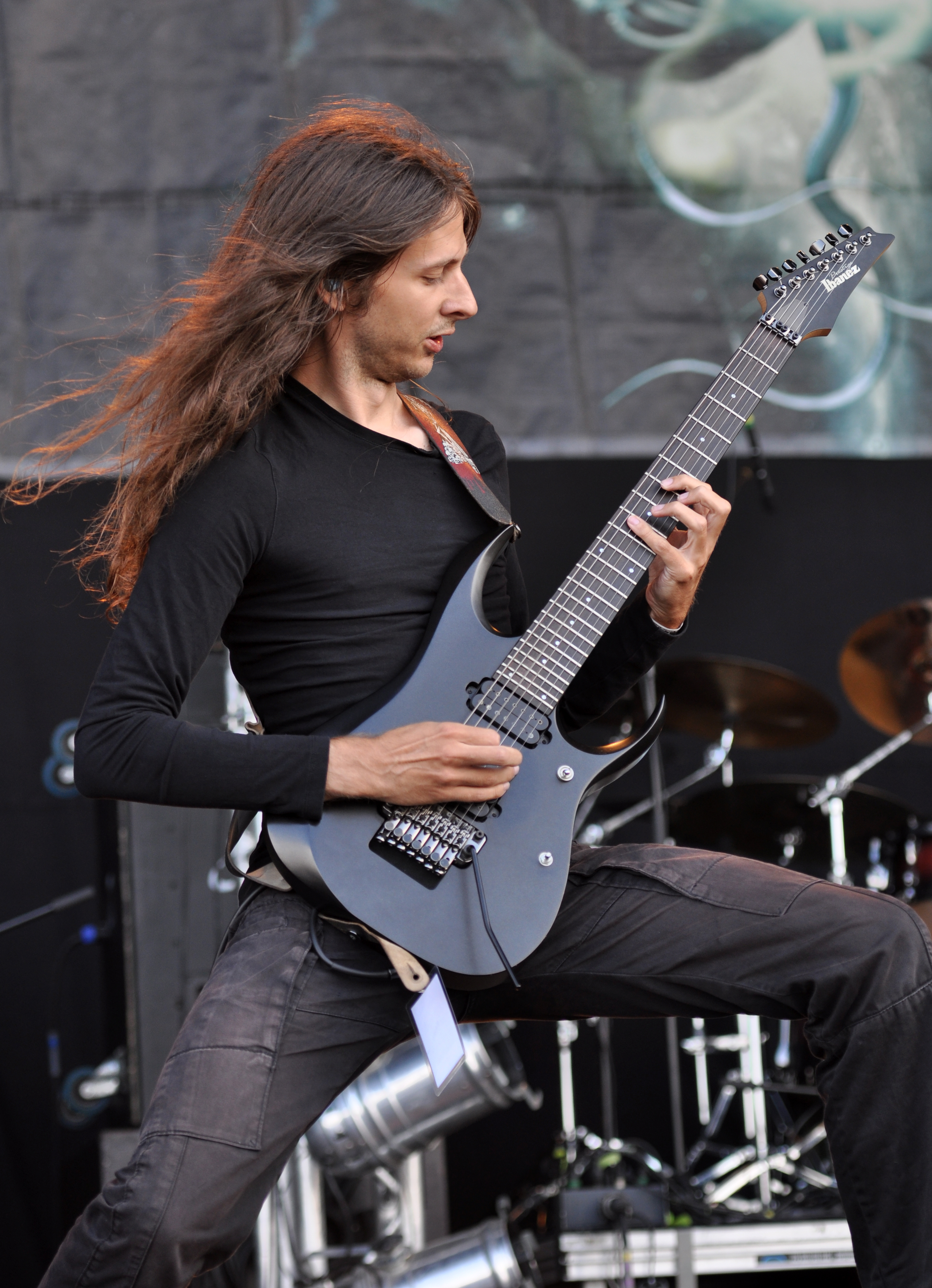
クリスティアン・ミュンツナー (G) 2013年
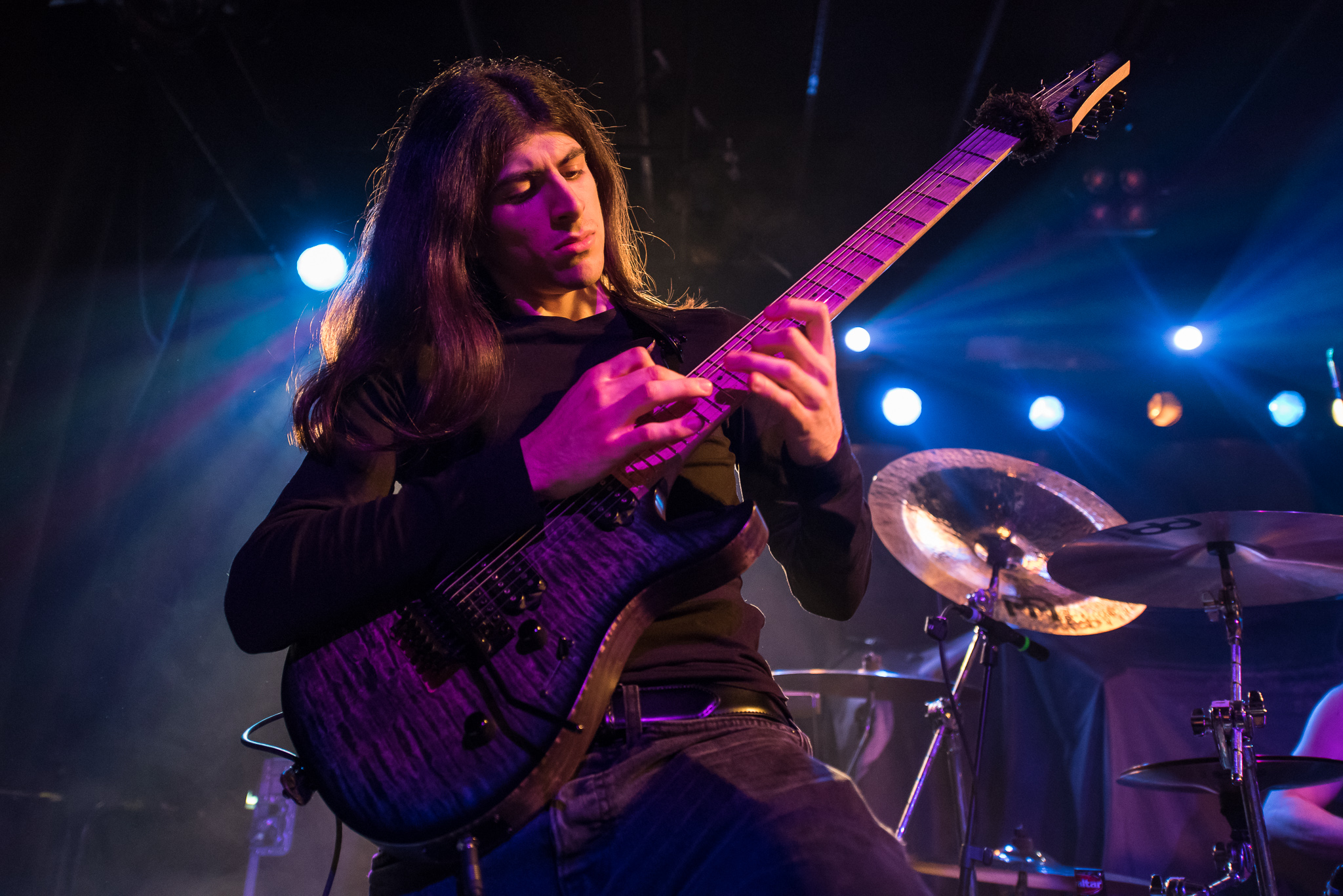
ラファエル・トルヒーヨ(G) 2018年
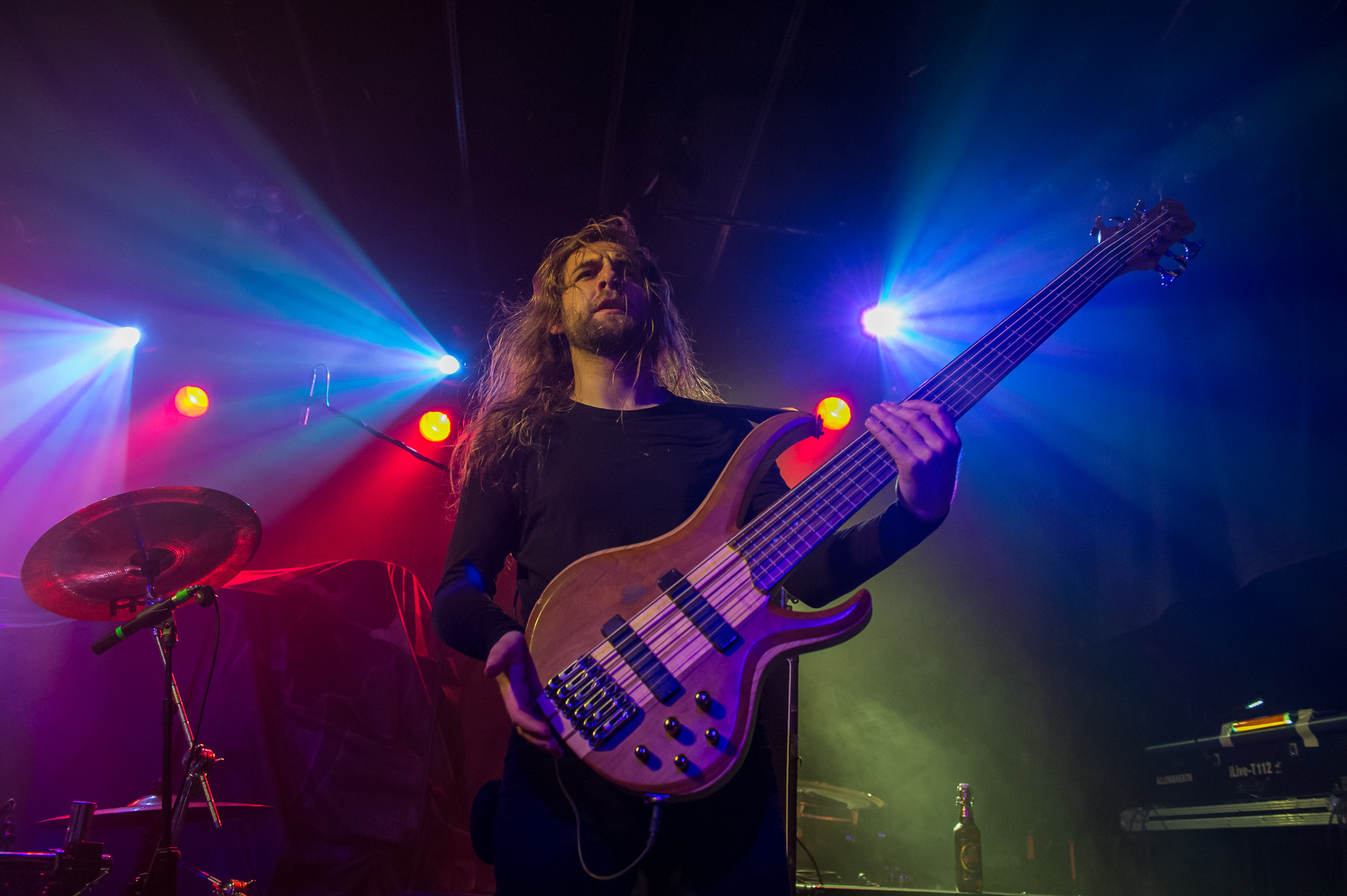
リーヌス・クラウゼニツァー(B) 2018年
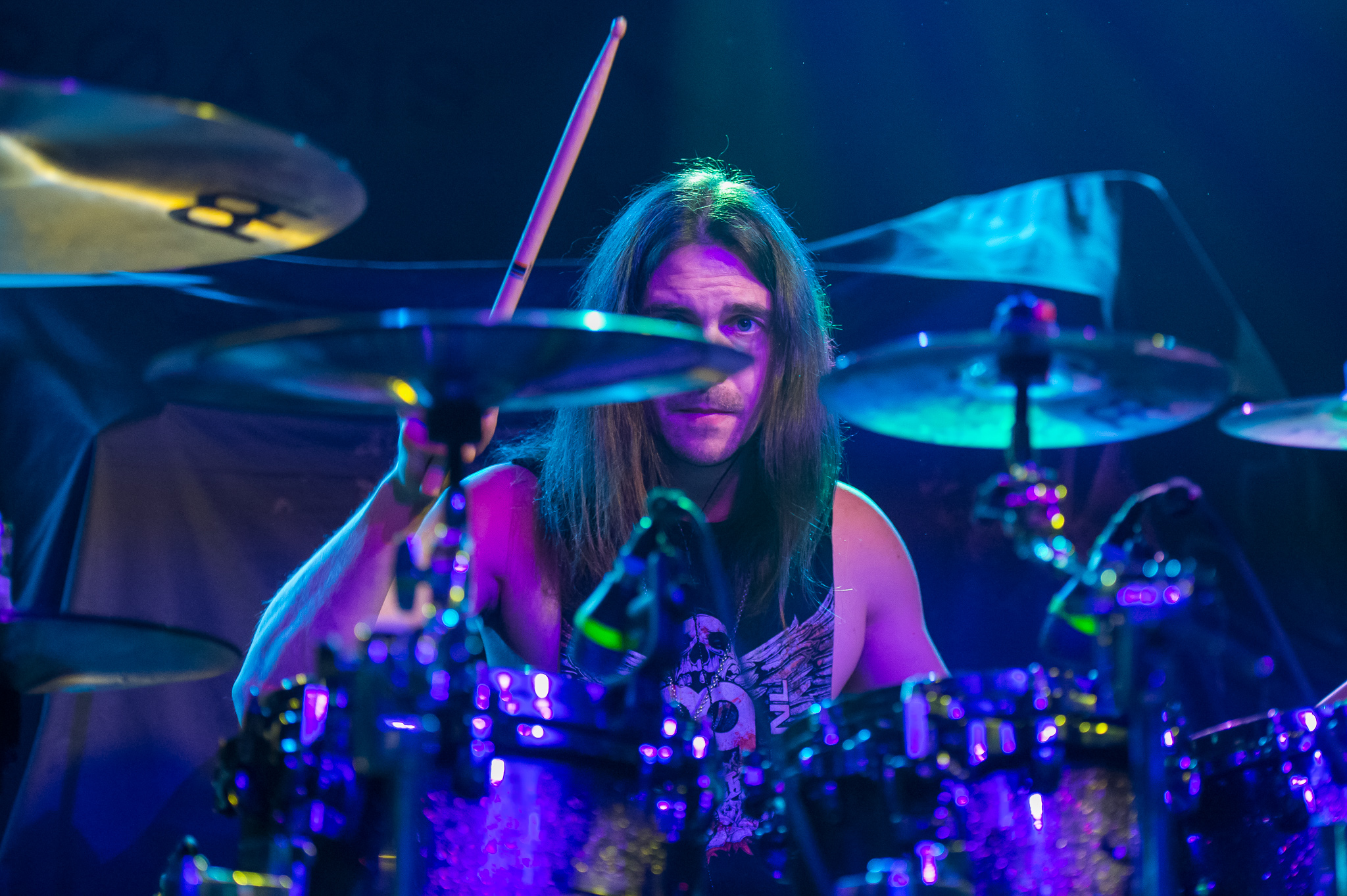
ゼバスティアン・ランサー(Dr) 2018年

## ディスコグラフィー
- 2003年 Illegimitation (Demo)
- 2006年 Retribution

自主制作アルバム。2010年にリラプス・レコードから再発。
- 2008年 Promo (Demo)
- 2009年 Cosmogenesis
- 2011年 Omnivium
- 2012年 Illegimitation (Compilation)

1stデモ『Illegimitation』と2ndアルバム『Cosmogenesis』のデモトラック、3曲のカヴァーが収録されたコンピレーションアルバム。自主制作。
- 2016年 Akroasis
- 2018年 Diluvium
- 2021年 A Valediction
- 2023年 A Celebration I (Live Album)

2022年から2023年にかけて開催された北アメリカツアーのライヴを収録したライブ・アルバム。